# The Weepies
The Weepies ist ein Folk-Pop-Duo aus Topanga in Kalifornien.

## Geschichte
The Weepies wurden im Jahre 2004 von Deb Talan (* 1968) und Steve Tannen (* 1968) gegründet. 2006 erschien das Album Say I Am You, dem eine Tour und dutzende Auftritte in TV-Shows folgten. Die iTunes-Verkäufe schossen in acht Ländern auf Platz 1 der Folk-Charts. Bekannte Musiker wie Gary Lightbody oder Mandy Moore unterstützten fortan das Duo. Größere Auftritte wie beim Oxegen-Festival in Irland oder beim Hurricane-Festival in Deutschland waren die Folge.
Im Jahre 2007 zogen sich die Musiker zurück, um sich nach dem durchtourten 2006 zu erholen und um ein neues Album fertigzustellen. Dieses erschien 2008 unter dem Namen Hideaway.
2007 heirateten Deb Talan und Steve Tannen, und noch im selben Jahr kam ihr erstes Kind zur Welt. Im Dezember 2013, 17 Monate nach der Geburt des dritten Sohnes, wurde bei Deb Talan Brustkrebs diagnostiziert. Die Behandlung im Laufe des Folgejahres verlief erfolgreich, so dass die Band nach der Veröffentlichung des jüngsten Albums Sirens im Frühjahr 2015 auf Tour ging.

## Stil
The Weepies spielen Folk-, Pop- und Country-Musik. Größtenteils akustische Arrangements treffen gelegentlich auf leise E-Gitarren-Klänge, die dominiert werden vom Gesang Deb Talans und/oder Steve Tannen.

## Sessionmusiker
- Whynot Jansveld (Bass, Gitarre)
- Meghan Toohey (Gitarre)
- Frank Lenz (Schlagzeug)
- Oliver Kraus (Gitarre)
- John Deley (Keyboard)
- Steve Walsh (Gitarre)
- Brad Gordon (Keyboard)

## Diskografie
- 2004: Happiness
- 2006: Say I Am You
- 2008: Hideaway
- 2010: Be My Thrill
- 2015: Sirens